# 2020년 하계 올림픽 이스라엘 선수단
2020년 하계 올림픽 이스라엘 선수단은 2021년 일본 도쿄에서 열린 2020년 하계 올림픽에 참가한 올림픽 이스라엘 선수단이다.
이스라엘은 2020년 도쿄 하계 올림픽에 역대 최대 규모의 대표단으로 참가했다. 즉, 남자 55명, 여자 35명으로 구성된 대표단이 15개 종목에 출전했다. 이는 2016년 리우데자네이루 올림픽에 이스라엘을 대표한 선수 47명보다 거의 두 배나 많은 숫자이다. 이번 올림픽은 또한 금메달 2개를 포함해 4개의 메달을 획득하며 현재까지 이스라엘에서 가장 성공적인 대회였다. 도쿄에서 이스라엘은 서핑(2020년 대회 신규 참가), 야구(올림픽 복귀), 양궁, 승마, 마라톤 수영 부문에서 올림픽 데뷔전을 치렀다.
이스라엘은 금메달 2개와 동메달 2개를 획득하고 도쿄에서 귀국했다. 이는 이스라엘이 한 올림픽에서 획득한 메달 수의 기록이다. 기계체조 선수 아르템 돌고피아트(Artem Dolgopyat)가 남자 마루 종목에서 금메달을, 리듬체조 선수 리노이 아쉬람(Linoy Ashram)이 여자 리듬 개인 종합 종목에서 금메달을 획득했다. 태권도 수련자 아비샤그 셈베르크(Avishag Semberg)가 여자 49kg급에서 동메달을 획득했고, 유도 국가대표팀은 혼성 단체전에서 또다시 동메달을 획득했다. 몇몇 이스라엘 선수들은 각자의 스포츠 경기 결승전에 진출했지만 간신히 우승자 시상대에 오르는 기회를 놓쳤다.
원래 2020년 여름에 개최될 예정이었던 올림픽은 코로나19 범유행으로 인해 2021년 7월 23일부터 8월 8일까지 연기되었다. 1952년 이스라엘이 데뷔한 이후, 이스라엘 선수들은 미국이 주도한 보이콧에 대한 국가적 지지 때문에 참석하지 않기로 결정한 1980년 모스크바 올림픽을 제외한 하계 올림픽 및 기타 모든 대회에 출전했다. 이번이 이스라엘의 17번째 하계 올림픽 출전이었다.
배영 수영 선수 야코프 투마르킨(Yakov Toumarkin)과 세단뛰기 선수 한나 크냐지예바-미넨코(Hanna Knyazyeva-Minenko)가 개막식에서 국가 기수로 선정되었고, 폐막식에서는 리노이 아쉬람(Linoy Ashram)이 국가 기수로 선정되었다.
또한 1972년 뮌헨 올림픽 당시 팔레스타인 테러단체 검은 9월단에 의해 이스라엘 선수 11명과 서독 경찰 1명이 살해된 이후 처음으로 올림픽 개막식에서 묵념의 순간이 열렸다.

## 출전 선수
| 종목           | 남자 | 여자 | 전체 |
| -------------- | ---- | ---- | ---- |
| 아티스틱스위밍 | 빈칸 | 2    | 2    |
| 양궁           | 1    | 0    | 1    |
| 육상           | 3    | 6    | 9    |
| 배드민턴       | 1    | 1    | 2    |
| 야구           | 24   | 빈칸 | 24   |
| 사이클         | 1    | 1    | 2    |
| 승마           | 2    | 2    | 4    |
| 체조           | 2    | 8    | 10   |
| 유도           | 6    | 6    | 12   |
| 요트           | 1    | 4    | 5    |
| 사격           | 1    | 0    | 1    |
| 수영           | 10   | 3    | 13   |
| 서핑           | 0    | 1    | 1    |
| 태권도         | 0    | 1    | 1    |
| 트라이애슬론   | 2    | 0    | 2    |
| 역도           | 1    | 0    | 1    |
| 전체           | 55   | 35   | 90   |

## 같이 보기
- 올림픽 이스라엘 선수단